# آندریا ماندورلینی
آندریا ماندورلینی (انگلیسی: Andrea Mandorlini؛ زادهٔ ۱۷ ژوئیهٔ ۱۹۶۰) بازیکن فوتبال اهل ایتالیا است.
از باشگاه‌هایی که در آن بازی کرده‌است می‌توان به باشگاه فوتبال اینتر میلان، باشگاه فوتبال آسکولی، باشگاه فوتبال تورینو، باشگاه فوتبال اودینزه، و باشگاه فوتبال آتالانتا اشاره کرد.
وی همچنین در تیم ملی فوتبال زیر ۲۱ سال ایتالیا بازی کرده‌است.